# 荷叶地街道
荷叶地街道，是中华人民共和国安徽省合肥市蜀山区下辖的一个乡镇级行政单位。

## 行政区划
荷叶地街道下辖以下地区：
绿怡居社区、嘉和苑社区和金荷社区。